# 진인지
진인지(金銀姬, 1947년 8월 3일~)는 싱가포르의 여배우이다.